# R-39 Rif
R-39 Rif（俄文：Р-39 Риф，字面意思是「礁石」；北約代號：SS-N-20 Sturgeon）是潛射彈道飛彈（SLBM），從1983 年推出到1991 年一直在蘇聯海軍服役，潛射彈道飛彈是為了颱風級潛艇941型核潜艇而發展的，之後在俄羅斯海軍服役直到2004 年；SS-N-20，這種獨特和艦種是將飛彈艙置於水平安定舵的前方。本型飛彈使用固態燃料。

## 數據
- 國家：蘇聯/俄羅斯
- 彈長：15米-16米
- 直徑：2.2-2.4米
- 發射重量：90噸
- 最大投擲重量：2550公斤
- 起飛重量 :90噸
- 制導方式 :慣性制導
- 動力裝置: 三級固體火箭發動機
- 投擲重量: 2550公斤
- 核彈當量: 10×20萬噸
- 命中精度: 500米
- 發射方式: 核潛艇水下機動
- 彈頭:10 枚當量在20萬噸
- 圓周公算偏差值：0.27海里（500米）

## 資料
NATO北約代號:SS-N-20 鱘魚，英文:SS-N-20 Sturgeon